# Nesen větrem
Nesen větrem (v anglickém originále Windrider) je australský dramatický film z roku 1986. Režisérem filmu je Vince Monton. Hlavní role ve filmu ztvárnili Tom Burlinson, Nicole Kidman, Bud Tingwell, Jill Perryman a Simon Chilvers.

## Obsazení
| Tom Burlinson  | Stewart P.C. Simpson   |
| Nicole Kidman  | Jade                   |
| Bud Tingwell   | Stewart Simpson senior |
| Jill Perryman  | paní Dodge             |
| Simon Chilvers | Howard                 |
| Kim Bullad     | Coyote                 |
| Stig Wemyss    | Ratso                  |
| Mark Williams  | Mangles                |